# Leorința, Mureș
Leorința este un sat în comuna Grebenișu de Câmpie din județul Mureș, Transilvania, România.